# University of North Texas
L'University of North Texas (l'Università del Texas del Nord, detta anche UNT) è un'università pubblica situata a Denton, in Texas.